# قناع مغبش
القناع المغبّش (بالإنجليزية: unsharp mask)‏هي تقنية شحذ (توضيح) للصور، تم تنفيذها لأول مرة في التصوير الفوتوغرافي للغرف المظلمة، ولكنها تستخدم الآن بشكل شائع في برامج معالجة الصور الرقمية. اشتق اسمها من حقيقة أن التقنية تستخدم صورة سلبية مغبّشة أو «غير واضحة أو غير حادة» لإنشاء قناع للصورة الأصلية. يتم بعد ذلك دمج القناع المغبّش مع الصورة الإيجابية الأصلية ، مما يؤدي إلى إنشاء صورة أقل ضبابية أو تغبش من الصورة الأصلية. الصورة الناتجة، على الرغم من وضوحها، قد تكون أقل دقة في تمثيل موضوع الصورة. أن تقنية القناع المغبّش هي من أشهر أنواع تقنيات شحذ الصور، ومتوافرة في الكثير من برامج تحرير الصورة (كالفوتشوب أو جمب).

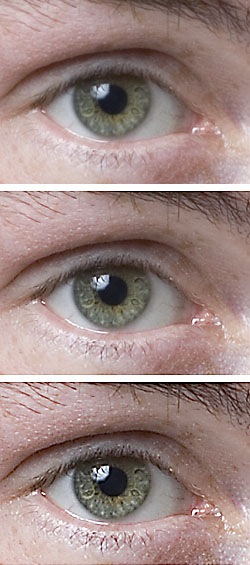
عين موضحة (مشحوذة) بواسطة تقنية القناع المغبّش

## مفهوم القناع المغبّش
يتم استخدام نفس مبدأ الاختلاف في أداة التقنيع المغبّش في العديد من حزم برامج التصوير الرقمي ، مثل فوتشوب وجمب يقوم البرنامج بتطبيق تغبيش غاوسي على نسخة من الصورة الأصلية ثم يقارنها بالصورة الأصلية. إذا كان الاختلاف أكبر من إعداد العتبة المحدد من قبل المستخدم، فسيتم طرح الصور.
من الممكن أيضًا تنفيذ تقنيع مغبّش يدويًا، عن طريق إنشاء طبقة منفصلة لتعمل كقناع ؛ حيث من الممكن استخدام هذا الأسلوب اليدوي للمساعدة في فهم كيفية عمل التقنيع المغبّش أو للتخصيص الدقيق.
صيغة المزج النموذجية للتقنيع المغبّش هي:
الشحذ = الصورة الأصلية + (الصورة الأصلية - غبش) × كمية.